# Michael Olowokandi
Michael Olowokandi, né le 3 avril 1975 à Lagos au Nigeria, est un joueur nigérian de basket-ball. Pivot de NBA de 2,13 m et 122 kg, Olowokandi fut drafté par les Clippers de Los Angeles en 1998. Bien que numéro 1 de cette draft il ne fit que décevoir depuis « Kandiman » fut transféré après cinq saisons en Californie aux Timberwolves du Minnesota puis Celtics de Boston où il occupa un rôle mineur de remplaçant.

## Biographie
En neuf saisons, il inscrivit 8,3 points et 6,8 rebonds par match.